# Michael Dukakis
Michael Stanley Dukakis (Brookline, 3 de noviembre de 1933) es un político estadounidense que fue dos veces gobernador de Massachusetts (1975-1979 y 1983-1991), y candidato del Partido Demócrata a la presidencia de EE. UU. en 1988.

## Primeros años
Michael Dukakis nació en Brookline, Massachusetts. Hijo de una pareja de inmigrantes griegos que se labró un futuro en EE. UU. Tenía una prima, Olympia, actriz ganadora de un Oscar a Mejor Actriz de Reparto. 
Se graduó en Ciencias Políticas por la Swarthmore College y, tras pasar por las Fuerzas Armadas, estudió Derecho en la Universidad de Harvard.
Tras concluir sus estudios entró a trabajar como abogado en un prestigioso bufete de Boston. Poco antes de cumplir los treinta años inició su carrera política en las filas del Partido Demócrata siendo elegido miembro del Consejo Municipal de Brookline. En 1962 fue elegido miembro de la Asamblea Estatal de Massachusetts, siendo reelegido en 1964, 1966 y 1968.
En 1970 fue candidato del Partido Demócrata al cargo de vicegobernador de Massachusetts, siendo derrotado por su rival republicano.

## Gobernador de Massachusetts (1975-1979)
En 1974 Michael Dukakis fue elegido gobernador de Massachusetts tras derrotar al gobernador en funciones, el republicano Frank Sargeant.
Heredaba de la anterior administración una cifra récord de déficit y altos índices de desempleo. Había ganado la elección presentándose como un "reformador", prometiendo no subir los impuestos para equilibrar el presupuesto y prometiendo desmantelar la Metropolitan District Commission, un costoso gigante burocrático encargado de la gestión de los parques, reservas o autopistas del Estado. Logró sacar al Estado de la crisis financiera, en el plano fiscal logró reducir impuestos estatales a la mitad y bonificando los impuestos la compra de la primera vivienda, mientras duplicó el presupuesto en educación y policía estatal. pero no consiguió que la Asamblea Estatal aprobara ninguna de sus dos grandes promesas.
Durante la gran tormenta que en febrero de 1978 afectó a Massachusetts, el gobernador Dukakis ganó cierta notoriedad al ser el único oficial del gobierno que fue a trabajar ese día. Ofreció personalmente los boletines de noticias desde los estudios de la televisión estatal para informar de la situación. 
En este primer mandato como gobernador, Michael Dukakis conmutó las penas de algunos criminales. 
En las elecciones de 1978 fue derrotado en las primarias demócratas por Edward King. King se presentó con una plataforma pronegocios y favorable a los recortes de impuestos que Dukakis no había sido capaz de promover, y pidiendo una enmienda constitucional que restaurara la pena de muerte en Massachusetts. Pero, sobre todo, King derrotó a Dukakis en las internas demócratas porque logró el apoyo de la burocracia estatal representada en la Metropolitan District Commission que Dukakis quería desmantelar,[cita requerida] y el apoyo de las organizaciones de empleados públicos.
King se hizo con la nominación del partido y ganó las elecciones a gobernador. Esto supuso para muchos el final de la carrera política de Michael Dukakis.

## Gobernador de Massachusetts (1983-1991)
Sólo cuatro años después, en 1982, Dukakis resurgió sorprendentemente. Después de reconciliarse con el aparato del Partido Demócrata de Massachusetts, con la burocracia estatal y con los sindicatos de trabajadores públicos, Dukakis decidió desafiar al gobernador King en las primarias demócratas.
Las bases liberales del Partido Demócrata a nivel nacional se movilizaron para intentar derrotar a King, que había gobernado como un conservador fiscal reduciendo el gasto social, y vieron en un resurgido Dukakis la mejor oportunidad para hacerlo. Dukakis se hizo con la nominación y en noviembre de 1982 fue elegido de nuevo Gobernador de Massachusetts. Este movimiento hizo muy popular a Dukakis entre los activistas liberales de todo el país que lo alzarían a la candidatura presidencial seis años después. 
En esta segunda etapa como gobernador, Massachusetts vivió un boom en el sector de las Altas Tecnologías y uno de los más largos periodos de prosperidad de su historia. El fuerte crecimiento económico llegaba después de duros años en los que la reconversión industrial había llevado a grandes niveles de paro. Este florecimiento económico fue bautizado por la prensa nacional como 'Massachusetts Miracle' (el milagro de Massachusetts). Dukakis reformó el sistema de transportes de la ciudad de Boston y se ganó una reputación de "tecnócrata eficaz". Su popularidad y prestigio llegaron a tal punto, que intervino como actor invitado en un capítulo de la exitosa serie de televisión 'Hospital' en 1985. 
La Asociación Nacional de Gobernadores lo eligió como el mejor gobernador de la Unión en 1986. Ese mismo año fue reelegido para otro mandato de cuatro años con más del 60% de los votos. Había llegado el momento de empezar a preparar su candidatura a la presidencia de los Estados Unidos.

## Candidato a la Presidencia de EE.UU. (1988)

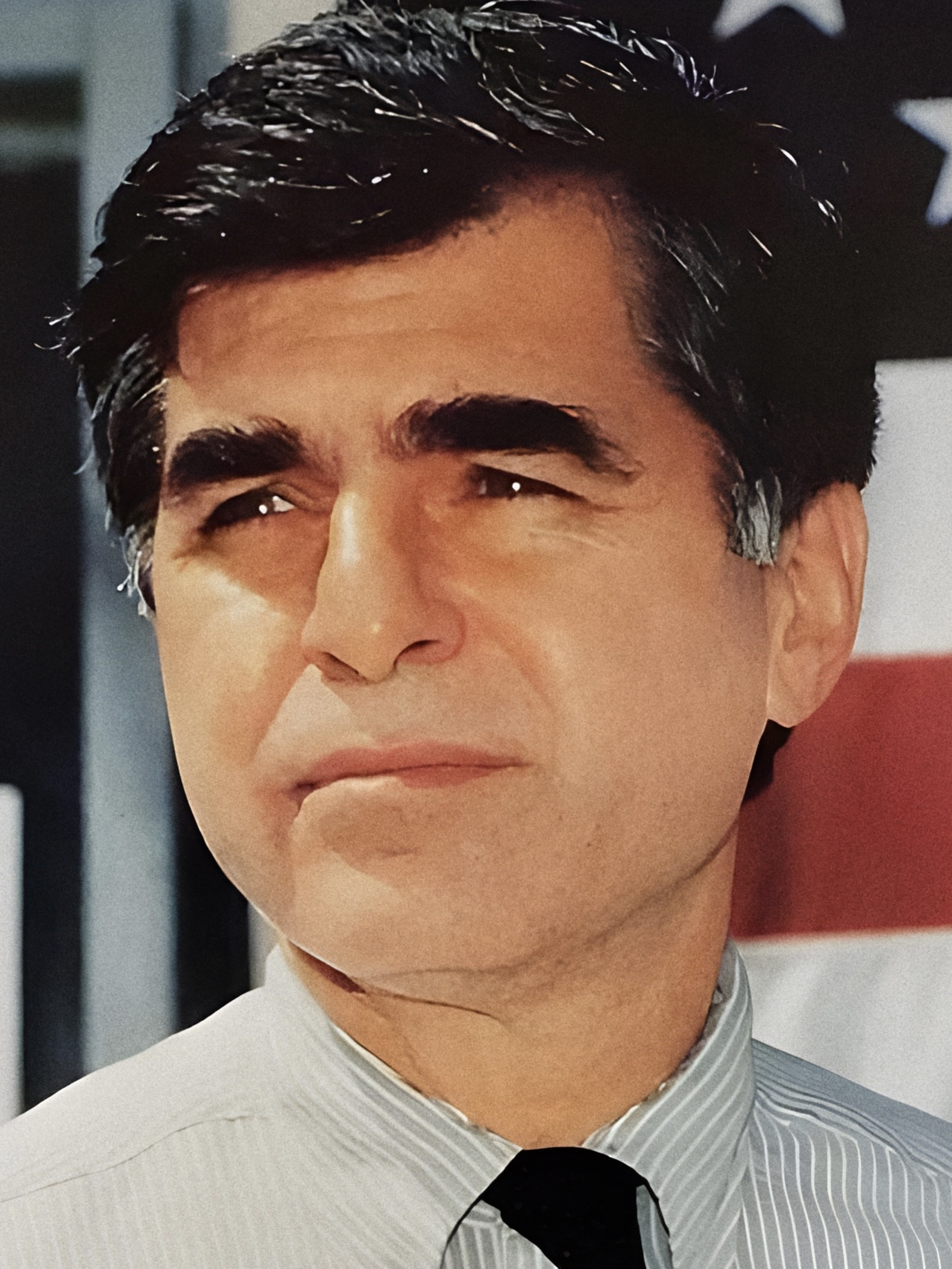
Dukakis haciendo campaña en 1988.

El gobernador Michael Dukakis anunció su candidatura a la presidencia el 16 de marzo de 1987 en un acto celebrado en Boston. Su campaña se centró en la promoción del "Massachusetts Miracle" y su imagen de buen gestor.
Los dos favoritos entre los demócratas para 1988 eran el exsenador Gary Hart, de Colorado, y el gobernador de Nueva York, Mario Cuomo. Pero la reputación de Hart pronto se vio perjudicada por un escándalo sexual que arruinó su carrera, y el gobernador Cuomo optó por no presentarse a las elecciones a pesar de los esfuerzos del aparato del Partido Demócrata para que se postulase.
Esto dejó un escenario muy abierto en el que distintos candidatos poco conocidos luchaban por convertirse en el nuevo favorito. Aparte de Dukakis, estaban en la carrera candidatos como el senador Paul Simon, de Illinois; el congresista Dick Gephardt, de Misuri; el senador Al Gore, de Tennessee; la congresista Pat Schroeder, de Colorado; el exgobernador Bruce Babbitt, de Arizona; o el reverendo afroamericano Jesse Jackson.
La carrera de los candidatos en 1987 y los primeros meses de 1988 parecía un baile sobre la punta de los pies, con aspirantes que corrían con cautela y marcha de cangrejos. No terminaba de surgir una figura decisiva entre los diferentes candidatos, que fuera capaz de acumular victorias.
El gobernador Dukakis quedó en tercer lugar en el caucus de Iowa por detrás del congresista Gephardt y el senador Simon, y centró todas sus esperanzas en las primarias de Nuevo Hampshire. Al ser este un estado vecino de Massachusetts, sabía que todas sus posibilidades de victoria pasaban por ganar allí. Ganó en Nuevo Hampshire por más de diez puntos de diferencia y esto lo convirtió en el nuevo líder entre los demócratas. Después ganó la primaria de Minnesota y quedó segundo en Dakota del Sur. 
Pero no fue capaz de acumular suficientes victorias en el "supermartes" para confirmarse como favorito indiscutible. El "supermartes" se celebraban primarias en 17 estados y Dukakis sólo ganó en seis estados. El senador Al Gore ganó en cinco estados sureños, Jesse Jackson en otros cinco y Dick Gephardt en uno. Esto hizo dudar a muchos de si la candidatura de Dukakis podía resultar consistente lejos del Norte y Noreste del país, a pesar de haber ganado Texas y Florida gracias al apoyo de importantes figuras del partido. 
Una nueva derrota la siguiente semana en la primaria de Illinois, ganada por el senador Paul Simon, hizo temer por la supervivencia de la campaña de Dukakis. Pero ninguno de sus adversarios destacaba más que otros. El senador Gore trató de pintar a Dukakis como demasiado liberal para ser elegido presidente, pero no fue capaz de ganar ninguna primaria fuera del Sur y tuvo que retirarse. 
Así, fue el reverendo Jesse Jackson quien empezó a despuntar como el rival más poderoso después de su sorprendente victoria en la primaria de Míchigan. Pero Jackson era un blanco fácil para la campaña de Dukakis. Lo acusaron de ser demasiado radical y de no haber sido nunca elegido para ningún cargo electo. Finalmente, la carrera por la nominación quedó zanjada el 7 de junio de 1988 con las victorias de Dukakis sobre Jackson en los estados de Wisconsin, Nueva York, Pensilvania, Ohio, California y Nueva Jersey.
El gobernador Dukakis fue nominado candidato presidencial por la Convención Demócrata reunida en Atlanta en julio de 1988. Como candidato a la vicepresidencia escogió al veterano senador Lloyd Bentsen, de Texas, en un intento por cubrir las carencias que había demostrado durante las primarias en toda la región del Sur y el Oeste. La convención fue un éxito y la candidatura de Dukakis salió de ella despuntando en las encuestas muy por delante de su rival republicano George H. W. Bush.
La campaña de Dukakis intentó combinar el apoyo sindical con el respaldo de los sectores empresariales clásicos y de la joven industria que tenía ante sí el desafío de alcanzar niveles de competitividad para salir del marasmo al que le estaba condenando la mayor agilidad japonesa. Contemplaba apoyos estatales en la línea del New Deal y de la vieja filosofía liberal de los demócratas, pero que al mismo tiempo resultara suficientemente atractiva para los grupos económicos animados durante la euforia de la reactivación económica de la década de los ochenta. 
En temas sociales defendió una serie de iniciativas progresistas, como la revisión de la pena de muerte. Iniciativas que estaban cerca del espíritu progresista de Massachusetts pero que dinamitaban su avance político en otras regiones del país.
En una primera etapa, Dukakis supo aprovechar el desfondamiento de la Administración Reagan para mantener el impulso renovador entre el electorado. Pero en los dos últimos meses de la campaña, sus números se deshicieron de manera fulminante como consecuencia de una agresiva campaña de publicidad televisiva lanzada por el bando republicano, dirigido por el desaparecido Lee Atwater. Dukakis fue acusado de haber sido débil en la lucha contra el crimen en su etapa como gobernador, y se puso en cuestión su patriotismo por oponerse durante la campaña a muchos de los proyectos presupuestarios del Departamento de Defensa.
Dukakis no se recuperó del golpe y en ningún momento supo reaccionar. En ese momento, su escaso atractivo de imagen se hizo más evidente y no consiguió volver a conectar con el votante independiente. Como dijo el 'Chicago Tribune' "el gobernador Dukakis es más apto para remover mentes que para remover almas".
El 8 de noviembre de 1988, la papeleta demócrata Dukakis-Bentsen perdió con el 45,6% de los votos frente al 53,4% de la papeleta republicana Bush-Quayle. George H. W. Bush ganó 40 de los 50 estados. Dukakis ganó en 9 estados del norte y noroeste, y en Hawái. A pesar de la derrota, Dukakis perdió por una diferencia menor que Walter Mondale (17,8%), y Jimmy Carter (9,7%). 
De haber sido elegido presidente de EE. UU., Michael Dukakis se habría convertido en el segundo presidente hijo de inmigrantes después de Andrew Jackson.